# 약학정보원
약학정보원(藥學情報院, Korea Pharmaceutical Information Center)은 대한민국 내 생산 의약품 및 수입의약품에 관한 제반 정보를 수집, 데이터베이스화하여 이를 보건의료 관련 종사자 및 필요로 하는 자에게 제공함으로써 약학 및 보건의료제도 발전과 국민의 건강 증진에 기여하기 위하여 설립된 대한약사회 산하 재단법인이다. 서울특별시 서초구 서초동 1489-3 대한약사회관 지하 1층에 있다.

## 연혁
- 1998년 3월 대한약사회 정보통신위원회 설치 이후 의약품정보의 데이터베이스화 및 정보제공을 전담할 ‘D.I센터’의 설립·운영을 추진
- 2000년 2월 25일 대한약사회 정기 대의원총회에서 (가칭)대한약학정보화재단 설립 결의
- 2001년 1월 11일 재단법인 대한약학정보화재단 설립 (식품의약품안전청 제2001-1호)
- 2002년 2월 표준의약품정보 데이터베이스 구축
- 2002년 3월 재정경제부로부터 공익법인에 해당함을 확인받음 (재정경제부 재산 46014-86)
- 2002년 10월 약국행정실무 교육과정 교육사업 실시 (대한약학정보화재단&숙명여자대학교 의약정보연구소). 표준의약품정보집 “DIK2002(Drug Information in Korea 2002)” 발간.
- 2002년 12월 대한약사회 약국관리프로그램 PM2000 3.0버전 개발 및 약국관리프로그램 의약품정보검색시스템 개발
- 2003년 10월 의약품정보관리시스템(DIMS ; Drug Information Management System) 보정사업
- 2003년 11월 홈페이지에 의약품 유해반응 모니터링 시스템 구축. 식품의약품안전청 ‘KNDC 구축방안 연구용역사업’ 완료
- 2003년 12월 대한약사회 약국관리프로그램 PM2000 3.5버전 개발
- 2004년 2월 식품의약품안전청 ‘낱알식별표식제도 추진관련’ 실태조사 수행
- 2004년 6월 표준의약품정보CD(DIK on First CD) 제작·배포
- 2004년 8월 의약품 낱알식별표시 등록업무 개시
- 2004년 9월 제주대학교병원에 의약품정보 제공. FIP(세계약학연맹) 제64차 총회(뉴올리언즈) 참가
- 2004년 11월 식품의약품안전청 ‘의약품낱알식별표시제도 관리시스템 연구사업’ 완료
- 2004년 12월 대한약사회 약국관리프로그램 PM2000 4.0버전 개발
- 2005년 3월 네이버에 의약품정보 제공
- 2005년 8월 (주)데일리팜에 의약품정보 제공. KPA(대한약사회) 메신저 개발
- 2005년 9월 대한약사회 약국관리프로그램 PM2000 4.5버전 개발
- 2005년 10월 표준의약품정보CD(DIK on First CD) 제작·배포
- 2005년 11월 식품의약품안전청 ‘식·의약품종합정보서비스 구축 2단계 사업’ 수행
- 2005년 12월 서울대학교병원에 의약품정보 제공
- 2006년 1월 경기도 팜뱅크사업(의약품무료지원사업)에 의약품정보 제공
- 2006년 3월 30일 의약품낱알식별표시 사전기능을 결합한 표준의약품정보집 “DIK2006(Drug Information in Korea 2006)” 발간
- 2006년 4월 17일 대한약사회 간편복약지도 데이터 구축 용역계약 체결
- 2006년 4월 19일 식품의약품안전청 ‘외국의 의약품 안전성 문헌정보 수집 평가 전달에 관한 연구’ 용역사업 계약 체결
- 2006년 8월 대한약사회 약국관리프로그램 PM2000 5.0버전 개발
- 2006년 10월 26일 의약정보시스템 ‘DIK Plus’ 공동제작 공급관련 본 재단-퍼스트디스 공동사업 조인식
- 2006년 11월 15일 식품의약품안전청 ‘식의약품 종합정보서비스 구축 2단계 및 3단계 의약품안전관리 정보체계 구축’ 내 의약품 성분코드 유지보수 용역사업 계약 체결
- 2006년 12월 15일 식품의약품안전청-대한약학정보화재단 간의 정보교류 협력에 관한 협정서 체결
- 2007년 1월 1일 가톨릭대학교 여의도성모병원 식별표시 정보제공 계약 체결
- 2007년 2월 5일 (주)삼익제약 및 (주)코리아메디케어 의약품 정보제공 계약 체결
- 2007년 2월 15일 (주)케어캠프 의약품 정보제공 계약 체결
- 2007년 2월 29일 가톨릭대학교 의정부성모병원 의약품 정보제공 계약 체결
- 2007년 3월 30일 식품의약품안전청 ‘외국의 의약품 안전성 문헌정보 수집 평가 전달에 관한 연구’ 용역사업 계약 체결 (2년 연속 과제)
- 2007년 6월 4일 KT와 2D 바코드서비스 사업에 관한 계약 체결
- 2007년 6월 11일 식품의약품안전청 ‘의약품허가사항통일조정안 연구 및 DB시스템 구축을 위한 연구’ 용역사업 계약 체결
- 2007년 7월 13일 재단법인 약학정보원으로 명칭 변경
- 2007년 9월 14일 건강보험심사평가원 의약품정보센터와 정보교류협력에 관한 협약 체결
- 2007년 9월 30일 식의약품종합정보서비스 구축(2단계) 유지 보수
- 2007년 10월 12일 (주)이수유비케어와 정보통신분야 업무교류 및 협력에 관한 협약 체결
- 2007년 11월 30일 식품의약품안전청 ‘의약품 허가사항 통일조정안 연구 및 DB시스템 구축을 위한 연구’ 용역 수행
- 2008년 3월 10일 대한약사회 약국경영 수익분석 프로그램 개발
- 2008년 3월 13일 식품의약품안전청 ‘의약품 허가사항 통일조정안 연구’ 용역사업 계약 체결 및 ‘KiFDA 의약품 등 허가정보 DB표준화방안 연구’ 용역사업 계약 체결
- 2008년 3월 28일 (주)케이팜텍과 업무제휴 협약 체결
- 2008년 4월 30일 ‘원료의약품신고제도 선진화 방안 마련’ 용역 수행 (주관: 식품의약품안전청)
- 2008년 5월 1일 식품의약품안전청 ‘의약품심사평가선진화연구사업단’ 3-3 ‘제네릭의약품정보방구축’ 용역사업 계약 체결
- 2008년 9월 5일 식품의약품안전청 ‘대한약전 개정에 따른 의약품 명칭변경(안) 마련’ 용역사업 계약 체결
- 2008년 10월 9일 (주)크레소티와 VAN 서비스 제휴 계약 체결
- 2008년 12월 17일 (주)유비케어 U Pharm System 공급 계약 체결
- 2009년 4월 16일 KT SMB운용센터와 현금영수증 사업제휴 협정 체결
- 2009년 5월 20일 식품의약품안전청 ‘의약품 허가항목 관리방안 개선에 따른 KiFDA 운영·활용방안 연구’ 용역사업 계약 체결
- 2009년 5월 28일 (주)이촌에이앤티와 약국세무프로그램 관련 업무 제휴 협약 체결
- 2009년 12월 15일 김&장 법률사무소와 시장조사 의뢰에 대한 계약 체결
- 2010년 2월 4일 PM2000 V6.0 출시
- 2010년 5월 1일 제주특별자치도 일반약 DUR 2단계 시범사업 실시
- 2010년 10월 1일 (주)제이브이엠과 업무제휴 협약 체결
- 2011년 1월 15일 식품의약품안전청 ‘의약품 등의 첨가제 정보 보강 및 제도 개선을 위한 연구’ 용역사업 계약 체결
- 2011년 4월 15일 (주)크레소티와 팜브릿지 서비스 운영대행 계약
- 2011년 10월 18일 아이폰용 "의약품정보검색" 애플리케이션 출시
- 2012년 2월 24일 코오롱베니트 의약품정보제공 계약 체결
- 2012년 5월 23일 (주)포스트씨앤씨와 팜케어 스마트 복약지도 서비스 계약
- 2012년 6월 1일 식품의약품안전청 ‘GMP조사관·심사자의 교육·실사 이력 전산시스템 기획’ 용역사업 계약 체결
- 2012년 7월 10일 서울대학교치과병원 식별표시정보제공 계약 체결
- 2012년 7월 16일 PM2000XE 지부별 순차 배포
- 2012년 8월 31일 숙명여자대학교 약학대학과 실무실습 MOU 체결
- 2012년 9월 1일 국립마산병원, 국립목포병원과 의약품정보제공 계약 체결
- 2012년 10월 4일 충남대학교 약학대학과 실무실습 MOU 체결
- 2012년 10월 11일 인제대학교 약학대학과 실무실습 MOU 체결
- 2012년 10월 19일 팜엑스포 서울 코엑스전시회 참가
- 2012년 11월 19일 전남대학교 약학대학과 실무실습 MOU 체결
- 2013년 3월 1일 강북삼성병원 식별표시정보제공 계약 체결
- 2013년 4월 11일 서울특별시청 ‘세이프약국 운영 프로개름 구축’ 용역 계약 체결
- 2013년 5월 26일 팜엑스포 호남권전시회 참가
- 2013년 5월 31일 덕성여자대학교 약학대학과 실무실습 MOU 체결
- 2013년 6월 24일 이화여자대학교 약학대학과 실무실습 MOU 체결
- 2013년 7월 19일 중앙대학교 약학대학과 실무실습 MOU 체결
- 2013년 9월 25일 경상대학교 약학대학과 실무실습 MOU 체결
- 2013년 9월 안드로이드 스마트폰용 ‘의약품 정보 검색’ 애플리케이션 출시
- 2014년 2월 식약처 '의약품 복약정보에 대한 표준모델 개발연구' 수행
- 2014년 5월 국민연금공단과 의약정보 제공 및 활용을 위한 MOU 체결
- 2014년 6월 우석대학교와 실무교육을 위한 약학정보 인프라 구축 MOU 체결
- 2014년 6월 투약봉투용 복약정보 개발 및 PM2000 출력 서비스 실시
- 2014년 6월 복약정보 픽토그램 74종 특허 등록
- 2014년 8월 덕성여자대학교 약대생 대상 인턴실습 프로그램 운영
- 2014년 9월 복약정보 픽토그램 라벨 및 스티커 출력 서비스 실시
- 2014년 10월 동물약 취급 활성화 위한 애니멀 매거진 발간 (대한동물약국협회와 공동 기획)
- 2014년 11월 한국무역정보통신(KTNET)과 약국 처방전 전자(화)문서 공인보관 서비스 MOU 체결
- 2014년 12월 한국보건복지정보개발원과 의약품 데이터 연계 MOU 체결
- 2014년 12월 SK브로드밴드와 약국 경쟁력 강화를 위한 정보통신기술 협력사업에 관한 MOU 체결
- 2014년 12월 PM2000 대용량 콘텐츠 전송 네트워크(Contents Delivery Network) 서비스 도입
- 2014년 12월 PM2000 전국 AS 협력업체 간담회 개최
- 2014년 12월 PM2000 서버 인터넷데이터센터(Internet data center) 추가 이전
- 2014년 12월 메가넥스트와 약사사이버교육 인프라 구축 계약 체결
- 2014년 12월 홈페이지에 농림축산검역본부 동물용의약품 정보 검색 기능 탑재
- 2015년 1월 PM2000 협력사 상생협력 워크숍 개최
- 2015년 3월 약국 처방전 전자화문서 공인보관 서비스 팜스토리지(Pharm Storage) 오픈
- 2015년 3월 Custom API Open
- 2015년 7월 PM2000 서비스 품질 만족도 설문조사 실시
- 2015년 7월 의약품 검색 앱(App) 리뉴얼
- 2015년 7월 덕성여자대학교, 중앙대학교 약대생 대상 인턴실습 프로그램 운영
- 2015년 8월 PM2000 회원 대상 콜백(Call-Back) 서비스 실시
- 2015년 9월 복약정보 픽토그램 35종 추가 특허 출원, 영문 버전 및 칼라 출력 서비스 실시
- 2015년 11월 Wolters Kluwer Clinical Drug Information 과 글로벌 의약정보 교류 MOU 체결
- 2015년 11월 의약품 검색 앱(App), 앱 어워드 코리아 2015 올해의 앱 의약정보 부문 대상
- 2015년 11월 한양대학교병원, 한양대학교 기술경영전문대학원과 이미지 기반 의약품 낱알식별 앱 개발 관련 학술연구 MOU 체결
- 2015년 11월 중앙치매센터와 치매극복을 위한 대국민 사업 및 인식 개선 사업에 관한 MOU 체결
- 2015년 11월 PM2000 회원 대상 Lexicomp Online 시범 서비스 실시 (~ 2016. 11.)
- 2015년 12월 의약품 검색 앱(App)에 ‘약 이야기’ 신규 서비스 실시
- 2015년 12월 홈페이지에 ‘신약평론’ 신규 서비스 실시
- 2016년 1월 경성대학교, 대구가톨릭대학교 약학대학 상호업무협력 계약 체결
- 2016년 1월 2016년 소비자가 뽑은 가장 신뢰하는 브랜드 대상
- 2016년 1월 조선대학교 약학대학 상호업무협력 계약 체결
- 2016년 1월 약학정보원 홈페이지 "구매 가능 약국 찾기" 서비스 개시
- 2016년 2월. 약사감시 유공자 식품의약품안전처 표창 수상 (유경숙 식별정보팀장)
- 2016년 2월 순천대학교 약학대학 상호업무협력 계약 체결
- 2016년 2월 단국대학교 약학대학 상호업무협력 계약 체결
- 2016년 3월 「맞춤 OTC 선택가이드」, 「제대로 알고 바르자! 기능성 화장품」발간 및 출판기념회
- 2016년 4월 약학정보원 홈페이지 헌혈금지 DUR 정보 서비스 개시
- 2016년 4월 보건복지부 산하 8개 국립병원 정보제공 계약 연장
- 2016년 5월 서울대학교병원에 간편 복약안내 제공
- 2016년 5월 마약류 통합관리 시스템 연계 개발 착수
- 2016년 6월 「맞춤 OTC 선택가이드」1쇄 완판 기념 저자 콜라보 특강 개최
- 2016년 7월 보이스아이와 시각장애인 등 정보취약계층을 위한 음성복약지도 기술 협력 MOU 체결
- 2016년 7월 덕성여자대학교, 중앙대학교 약대생 대상 인턴실습 프로그램 운영
- 2016년 9월 6개국어 픽토그램 복약정보 서비스(한국어, 영어, 중국어, 일본어, 러시아어, 베트남어)

## 주요 업무
- 대한민국 내 생산 의약품 및 수입의약품 정보의 수집, 정리 및 데이터베이스화
- 의약품 관련 각종 응용 데이터베이스 구축
- 인터넷 및 각종 통신망을 이용한 의약품정보 서비스
- 의약품정보 관련 대외 민원접수 및 정보 제공
- 의약품정보의 응용 및 활용과 관련한 정책 개발
- 의약품정보 관련 연구 용역사업 수행
- 의약품정보 관련 국제기구 가입 등 국제협력
- 의약품정보 관련 정보매체의 개발 및 홍보
- 기타 의약품정보 관련사업

## 조직

### 이사장
- 자문위원회
- 운영위원회

### 감사

#### 총괄본부장
- 경영지원팀

##### 기획실
- 정보팀
- 학술팀
- 개발팀
- 웹사업팀
- CS센터

## 같이 보기
- 대한약사회
- 한국제약협회